# 斯洛伐克–匈牙利战争
斯洛伐克–匈牙利战争是1939年3月23日至31日斯洛伐克第一共和国和匈牙利王国在斯洛伐克东部爆发的战争。匈牙利获得胜利，取得了斯洛伐克东部的一片领土。